# Francesco Galgano
Francesco Galgano (Catania, 31 dicembre 1932 – Bologna, 6 febbraio 2012) è stato un giurista e avvocato italiano, allievo di Walter Bigiavi e Giuseppe Branca.

## Nascita e studi
Nato da una famiglia di origini lucane il 31 dicembre 1932, fu registrato all'anagrafe il 1º gennaio 1933. Visse nella primissima infanzia nella città etnea, per poi trasferirsi, al seguito della famiglia, a Tripoli, Roma, e quindi Bologna, che divenne a tutti gli effetti la sua città d'adozione.
Conseguì la laurea in giurisprudenza nell'Università di Bologna e qui iniziò l'attività accademica.

## Carriera accademica e professionale
Fu assistente del famosissimo giurista Walter Bigiavi. A seguito del superamento di concorsi universitari, fu professore straordinario di diritto commerciale dal 1964 al 1966 presso la facoltà di Giurisprudenza dell'Università di Trieste; successivamente, fu nominato professore ordinario nella stessa disciplina nella Facoltà di economia e commercio dell'Università di Bologna, dove rimase fino al 1972, per poi passare alla facoltà di Giurisprudenza come professore ordinario di istituzioni di diritto privato fino al 1975 e di diritto civile fino al 2008.
Prima ancora di diventare assistente universitario, fu Pubblico Ministero e poi giudice per circa tre anni, come si legge nel suo "Il rovescio del diritto", richiamato tra le fonti.
Contemporaneamente svolse l'attività di avvocato iscrivendosi all'albo degli avvocati nel 1967. Nello svolgimento della professione ebbe fra i principali clienti il Monte dei Paschi di Siena, e fu, tra gli altri, consulente di Silvio Berlusconi quando questi cercava di ottenere il controllo della Arnoldo Mondadori Editore. Difese i massimi vertici della Fiat dall'imputazione di falso in bilancio; contribuì, per conto dell'Aga Khan IV, a dare una compiuta disciplina giuridica al Consorzio Costa Smeralda.
Grazie al successo e alla fama come professore universitario fu chiamato a metà degli anni ottanta da Mino Martinazzoli, allora Ministro della Giustizia, a far parte della commissione per la riforma dello statuto dell'impresa.
Negli anni '90 fu nominato dal Ministro Giulio Tremonti membro del Comitato per le privatizzazioni e, negli anni 2000, Presidente della Commissione di studio sulla trasparenza finanziaria. Ha partecipato a varie riforme legislative, in particolare la Commissione per la Riforma del diritto societario. In campo editoriale fu direttore delle riviste "Contratto e impresa" e "Contratto e impresa/Europa"; fu inoltre membro della direzione della "Rivista trimestrale di diritto e procedura civile", della "Rivista critica di diritto privato", della "Rivista delle società", della "Rivista della informazione e dell'informatica" e della "Rivista della cooperazione".
Tra i suoi più illustri allievi: Massimo Franzoni e Giusella Dolores Finocchiaro, oggi entrambi professori ordinari di diritto civile presso il dipartimento di scienze giuridiche dell’ateneo bolognese. 
È morto a Bologna il 6 febbraio 2012 all'età di 79 anni

## Onorificenze e riconoscimenti
- Medaglia d'oro dei benemeriti della cultura, della scuola e dell'arte
- Professore onorario di diritto civile nell'Università di Lima
- Professore emerito di diritto civile nell'Università di Bologna
- Dottore honoris causa in giurisprudenza nella Università di Siviglia
- Dottore honoris causa Università di Cordoba
- Dottore honoris causa Facoltà di Economia dell'Università di Genova
- Campione nella Vita Centro studi Antonelli
- membro effettivo della Accademia delle Scienze nell'Università di Bologna.

## Opere
- Diritto privato, Cedam, 2012.
- Istituzioni di diritto privato, Cedam, 2010.
- Il contratto, Cedam, 2011.
- Le obbligazioni in generale, Cedam, 2011.
- I titoli di credito, Cedam, 2009.
- Il diritto e le altre arti. Una sfida alla divisione fra le culture, Ed. Compositori, 2009.
- Diritto del commercio internazionale (con Fabrizio Marrella), 3 ed., Cedam, 2011.
- Diritto e prassi del commercio internazionale (con Fabrizio Marrella), Cedam, 2010.
- Trattato di diritto civile vol. 1, Cedam, 2010.
- Trattato di diritto civile vol. 2, Cedam, 2010.
- Trattato di diritto civile vol. 3, Cedam, 2010.
- Trattato di diritto civile vol. 4, Cedam, 2010.
- Il negozio giuridico, Giuffré, 2002.
- Diritto commerciale. L'imprenditore. L'impresa. Contratti d'impresa. Titoli di credito. Fallimento, Zanichelli, 2013.
- Diritto commerciale. Le società. Contratto di società. Società di persone. Società per azioni. Altre società di capitali. Società cooperative, Zanichelli, 2013.
- Diritto commerciale. L'imprenditore. Le società. Edizione compatta, Zanichelli, 2013.
- Trattato di diritto commerciale e di diritto pubblico dell'economia/, CEDAm, 1974